# Shaocun Yang
Shaocun Yang är en sjö i Kina. Den ligger i provinsen Zhejiang, i den östra delen av landet, omkring 38 kilometer norr om provinshuvudstaden Hangzhou. Shaocun Yang ligger 3 meter över havet. Arean är 0,68 kvadratkilometer. Trakten runt Shaocun Yang består till största delen av jordbruksmark. Den sträcker sig 1,4 kilometer i nord-sydlig riktning, och 1,1 kilometer i öst-västlig riktning.
Genomsnittlig årsnederbörd är 1 675 millimeter. Den regnigaste månaden är juni, med i genomsnitt 253 mm nederbörd, och den torraste är november, med 62 mm nederbörd.